# Lee Hye-jin
Lee Hye-jin (* 23. Januar 1992 in Seongnam, Gyeonggi-do) ist eine ehemalige südkoreanische Bahnradsportlerin, die auf Kurzzeitdisziplinen spezialisiert war.

## Sportliche Laufbahn
2010 wurde Lee Hye-jin Junioren-Weltmeisterin im 500-Meter-Zeitfahren. Seitdem belegte sie mehrfach Podiumsplätze bei Asienmeisterschaften der Elite im Teamsprint, mit verschiedenen Partnerinnen. Bei den Olympischen Spielen in London startete sie im Teamsprint, Sprint und Keirin. 2015 wurde sie gemeinsam mit Choi Seul-gi Asienmeisterin im Teamsprint.
2016 wurde Lee für den Start im Keirin bei den Olympischen Spielen in Rio de Janeiro nominiert, wo sie Rang acht belegte. Im Jahr darauf wurde sie mit Woong Gyeom-kim Asienmeisterin im Teamsprint. 2019 gewann sie den Keirin-Wettbewerb beim Lauf des Weltcups in Cambridge. Bei den Bahnradsport-Weltmeisterschaften 2020 in Berlin errang sie als erste Frau aus Südkorea eine Silbermedaille in ihrer Paradedisziplin.

## Erfolge
2010
- Junioren-Weltmeisterin – 500-Meter-Zeitfahren

2012
- Asienmeisterschaft – Teamsprint (mit Lee Eun-ji)

2013
- Asienmeisterschaft – Teamsprint (mit Hong Hyeon-ji)

2014
- Asienmeisterschaft – Teamsprint (mit Kim Won-gyeong)
- Asienspiele – Teamsprint (mit Kim Won-gyeong)

2015
- Asienmeisterin – Teamsprint (mit Choi Seul-gi)

2016
- Asienmeisterschaft – Sprint, Teamsprint (mit Cho Sun-young)

2017
- Asienmeisterin – Teamsprint (mit Woong Gyeom-kim)
- Asienmeisterschaft – Keirin
- Asienmeisterschaft – Sprint
- Südkoreanische Meisterin – Keirin

2018
- Asienmeisterschaft – Keirin, Teamsprint (mit Kim Wong-yeong)
- Asienmeisterschaft – Sprint
- Asienspiele – Keirin, Sprint
- Asienspiele – Teamsprint (mit Kim Won-gyeong)

2019
- Asienmeisterschaft – Sprint
- Weltcup in Cambridge – Keirin

2019/20
- Asienmeisterschaft – Keirin

2020
- Weltmeisterschaft – Keirin
- Südkoreanische Meisterin – Keirin

2022
- Südkoreanische Meisterin – Sprint

2023
- Asien-Meisterschaft – Teamsprint (mit Hwang Hyeon-seo und Cho Sun-young)
- Asienspiele – Teamsprint (mit Hwang Hyeon-seo, Kim Ha-eun und Cho Sun-young)